# Mike Zubi
Miguel Zubizarreta (Buenos Aires, Argentina, 19 de marzo de 1987) más conocido por su nombre artístico Mike Zubi es un cantante, autor y actor argentino.

## Biografía
Mike Zubi es un cantante, compositor y actor argentino. 
Se destacó por su participación en la serie de Telefé Supertorpe, en el personaje de Antonin, así como su reciente debut en la escena teatral de París bajo la dirección del aclamado Roman Polanski
Entre sus trabajos en teatro se incluye un homenaje a Tennessee Williams en el Teatro Nacional Cervantes. Durante el 2011 realiza una temporada de Noche de Reyes de William Shakespeare en formato musical junto a Felipe Colombo, Laura Azcurra y Rita Terranova. 
En 2012 aparece en De la Materia de los Sueños nuevamente en el Teatro Nacional Cervantes, compartiendo escenario con Luis Brandoni, Thelma Biral y Maricel Álvarez, entre otros.
Asimismo, el 27 de marzo de 2012 lanza su primer EP de corta duración, titulado Más que nada en ti. El mismo fue grabado en Barcelona y producido por Elefantito Records, con el liderazgo de Lucas Masciano. El disco incluye No vas a volver como primer sencillo, canción que luego sería utilizada para el film Solo, de Marcelo Briem Stamm.
En el 2012 personifica al personaje de "Dionisio" en la Serie Yo soy virgen 2 protagonizada por Nicolás Maiques.
En septiembre de 2012 su canción "Despierta" es elegida por la aerolínea brasileña TAM para representar a la ciudad de Buenos Aires como destino turístico. Más tarde ese año se presenta en vivo desde la Usina del Arte de la Ciudad de Buenos Aires con un concierto acústico presentando todas las canciones de su EP, en el ciclo "Usina en Vivo".
A fines del 2012 realiza junto a Nicolás Maiques un ciclo de dos videoclips navideños: "Jingle Bell Rock" y "Noche De Paz" para ser transmitidos en Yups Channel como parte de la "Navidad Yups".
En 2013 filma la película Solo, dirigida por Marcelo Briem Stamm y distribuida por TLA Releasing, la cual se estrena en el QFest en Filadelfia, Estados Unidos, en julio del mismo año, y en octubre en Argentina. 
El 14 de enero de 2014 sale a la venta el disco "Escalera Al Cielo" del cantautor español Kairo. Juntos componen e interpretan la canción "Los Podemos Salvar" que forma parte del mismo.
En 2014 es elegido por Roman Polanski para formar parte de su elenco de la versión francesa de El baile de los vampiros en el Teatro Mogador de la ciudad de París. Luego de realizar ese trabajo participa del film Le Voyageur dirigido por el franco-libanés Hadi Ghandour.
Se destaca también por muchos trabajos como doblador para Disney Channel.

## Trabajos

### Teatro
| Obra                                                                           | Año       |
| ------------------------------------------------------------------------------ | --------- |
| Varieté Brutal                                                                 | 2009-2010 |
| Cleopatra Gira Argentina, México, Colombia y Costa Rica                        | 2010      |
| Judy: Un homenaje a Judy Garland (entrenador idiomático) (Teatro Molière)      | 2010      |
| Noche de Reyes, Shakespeare in Technicolor (Teatro El Cubo)                    | 2011      |
| El Perro en la Luna, Homenaje a Tennessee Williams (Teatro Nacional Cervantes) | 2011      |
| Judy: Un homenaje a Judy Garland (Teatro Maipo Kabaret)                        | 2012      |
| De la materia de los sueños (Teatro Nacional Cervantes)                        | 2012      |
| Una tarde con Barney y sus amigos (Family Fest en el Jockey Club del Perú)     | 2013      |
| Como les guste (Teatro La Comedia)                                             | 2014      |
| Le bal des vampires (Teatro Mogador)                                           | 2014-2015 |

### Televisión
| Crímenes                                   | Discovery Channel         | 2010      |
| Yo soy virgen 2                            | Internet-Novebox - 360 TV | 2011/2012 |
| Supertorpe                                 | Disney Channel - Telefe   | 2011      |
| Alegra: La Serie                           | Internet                  | 2012      |
| Derrière les coulisses du Bal Des Vampires | TF6                       | 2014      |

### Cine
| Solo        | TLA Releasing    | 2013 |
| Le Voyageur | Androma Pictures | 2016 |

## Discografía
- 2012, Más que nada en ti
- 2013, Canciones imperfectas
- 2015, Estaré ahí (Intro de la serie de Disney Channel Amigas cuando sea)
- 2016, Volveré y seré canciones